# Chiesa di Santa Maria Maddalena (Seui)
La chiesa di Santa Maria Maddalena è un luogo di culto cattolico situato ad Seui.

## Descrizione
La chiesa di stile bramantesco risalirebbe al 1500 ma durante gli anni è stata più volte trasformata.
L'edificio è pianta rettangolare con tre navate. Su entrambi i lati sono presenti alcune piccole cappelle ed ognuna di esse accoglie al suo interno la statua di un santo. Le cappelle più antiche, dedicate a sant'Antonio e san Antioco, recano l'anno di costruzione “MDCLXII” (1662). Tra le altre statue sono presenti anche quelle di santa Barbara, san Sebastiano e san Rocco (patrono del comune).
Sulla fonte battesimale è ancora presente un'incisione “MDCXLIV” l'anno della posa, ossia 1644. L'acquasantiera riprende lo stile della fonte battesimale. All'interno è presente anche un'edicola in legno, risalente alla metà dell'Ottocento. 
La facciata è formata da un portale, con forma a sesto acuto, con tre colonnine poste ai lati. Un rosone centrale e degli archetti pensili lungo tutta la linea spiovente del tetto.  
La torre campanaria, a pianta quadrata, svetta sul lato sinistro, con un orologio e nella cima a punta c'è una croce latina ed una sfera. In realtà non è una semplice sfera ma è un ‘Orbe' cioè una rappresentazione ed una raffigurazione del globo terrestre.   
Le due campane riportano impressa la data di fusione  “MDXCVI” e “MDXCVIII” (1596 e 1598).  